# Кебуладзе Вахтанґ Іванович
Вахтанґ Іванович Кебуладзе (ვახტანგ ქებულაძე; нар. 12 лютого 1972, Київ) — український філософ, публіцист, перекладач, спеціаліст з феноменології. Доктор філософських наук, професор кафедри теоретичної і практичної філософії філософського факультету Київського національного університету ім. Т. Шевченка та доцент катедри філософії та релігієзнавства Національного університету «Києво-Могилянська Академія», співголова Українського феноменологічного товариства. Учасник гурту «Джин», член Українського ПЕН. Лавреат премії імені Юрія Шевельова (2016).

## Життєпис
Вахтанґ Кебуладзе народився 12 лютого 1972 року в Києві. У нього є грузинське та грецьке коріння. Навчався на філософському факультеті Київського університету ім. Т. Шевченка з 1989 по 1994 роки. Захистив дипломну роботу на тему «Кант і російська релігійна філософія» у 1994 році.
У 1994—1997 роках проходив аспірантуру на філософському факультеті Київського національного університету імені Тараса Шевченка.
Вахтанґ Кебуладзе від липня 2016 року — професор кафедри теоретичної і практичної філософії філософського факультету Київського національного університету імені Тараса Шевченка.
Кандидатська дисертація «Інтерсуб'єктивне вчення Е. Гуссерля як трансцендентальний фон феноменологічної концепії досвіду А. Шюца» (1998), докторська дисертація «Концепція досвіду в трансцендентальній феноменології» (2012). Викладає в Київському університеті ім. Т. Шевченка та в Києво-Могилянській академії.
Член Ради з питань розвитку Національного культурно-мистецького та музейного комплексу «Мистецький арсенал».

## Громадська позиція
У липні 2018 року підтримав відкритий лист українських діячів культури до ув'язненого у Росії українського режисера Олега Сенцова.

## Нагороди
- Премія імені Юрія Шевельова (2016) за книгу «Чарунки долі»

## Книги
- Чарунки долі. — Львів: Видавництво Старого Лева, 2016. — 160 с. ISBN 978-617-679-230-7
- Феноменологія досвіду. — Київ: Видавництво «Дух і Літера», 2011. — 280 с. ISBN 978-966-378-729-9[8]
- Феноменологія. Навчальний посібник. — К.: «ППС-2002», 2005. — 120 c.

## Переклади
- Вальденфельс Б. Топографія Чужого: студії до феноменології Чужого — К.: ППС-2002. — 2004
- Гусерль Е. Досвід і судження. Дослідження генеалогії логіки. — К.: ППС-2002. — 2009
- Шюц. А., Лукман Т. Структури життєсвіту — К.: Український центр духовної культури. — 2004
- Фридрих Ніцше: Ранкова зоря. Думки про моральні пересуди. — Київ: Темпора, 2018. — 800 с.
- Марія Фюрст, Юрґен Тринкс. Філософія.  — Київ: Дух і Літера, 2018. — 544 с.